# Śluza wentylacyjna
Śluza wentylacyjna, stosowana w górnictwie śluza odcinająca część podziemną kopalni od nadszybia i atmosfery zewnętrznej. Jest zestawem dwóch tam śluzowych, mających za zadanie umożliwienie przejazdu transportu węgla (kolejka) bądź przejścia z jednej strefy do drugiej.